# Власов, Павел Васильевич
Павел Васильевич Власов (15 января 1918 — 27 июля 2008) — капитан I ранга ВМФ СССР, первый командир барка «Крузенштерн» (1961—1972).
Участник Великой Отечественной войны и Войны с Японией.

## Биография
Родился 15 января 1918 года в селе Терса (ныне — Саратовской области).
В 1934 году поступил в Самарский техникум водного транспорта, который окончил в 1938 году. В октябре 1938 года Павел Васильевич Власов был призван в Военно-Морской Флот СССР. За период службы в ВМФ по август 1966 года Власов Павел Васильевич много труда и энергии отдал укреплению Военно-Морского флота СССР.
- В годы Великой Отечественной войны Власов Павел Васильевич участвовал в десанте на город Шлиссельбург и принимал участие в боях с Сунгарийской речной флотилией японцев.
- С октября 1959 года по апрель 1961 года — старший помощник командира российского учебного парусного судна Крузенштерн.
- C апреля 1961 года по март 1966 года — командир судна Крузенштерн.

Власов Павел Васильевич совершил много дальних походов в Атлантический океан и проделал большую работу по гидрографическому и океанографическому изучению морей и океанов.

## Военное дело

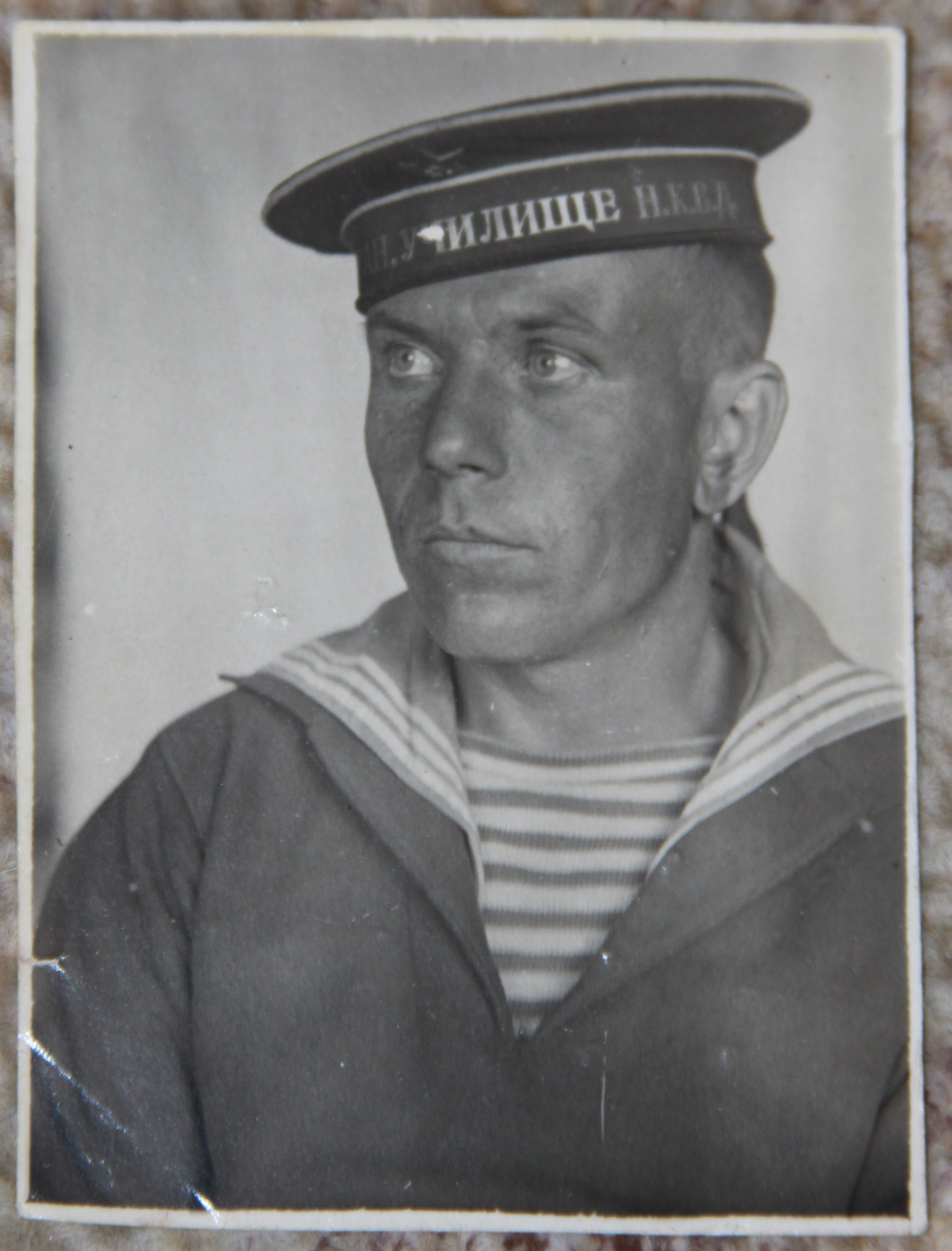
1941 Ленинград

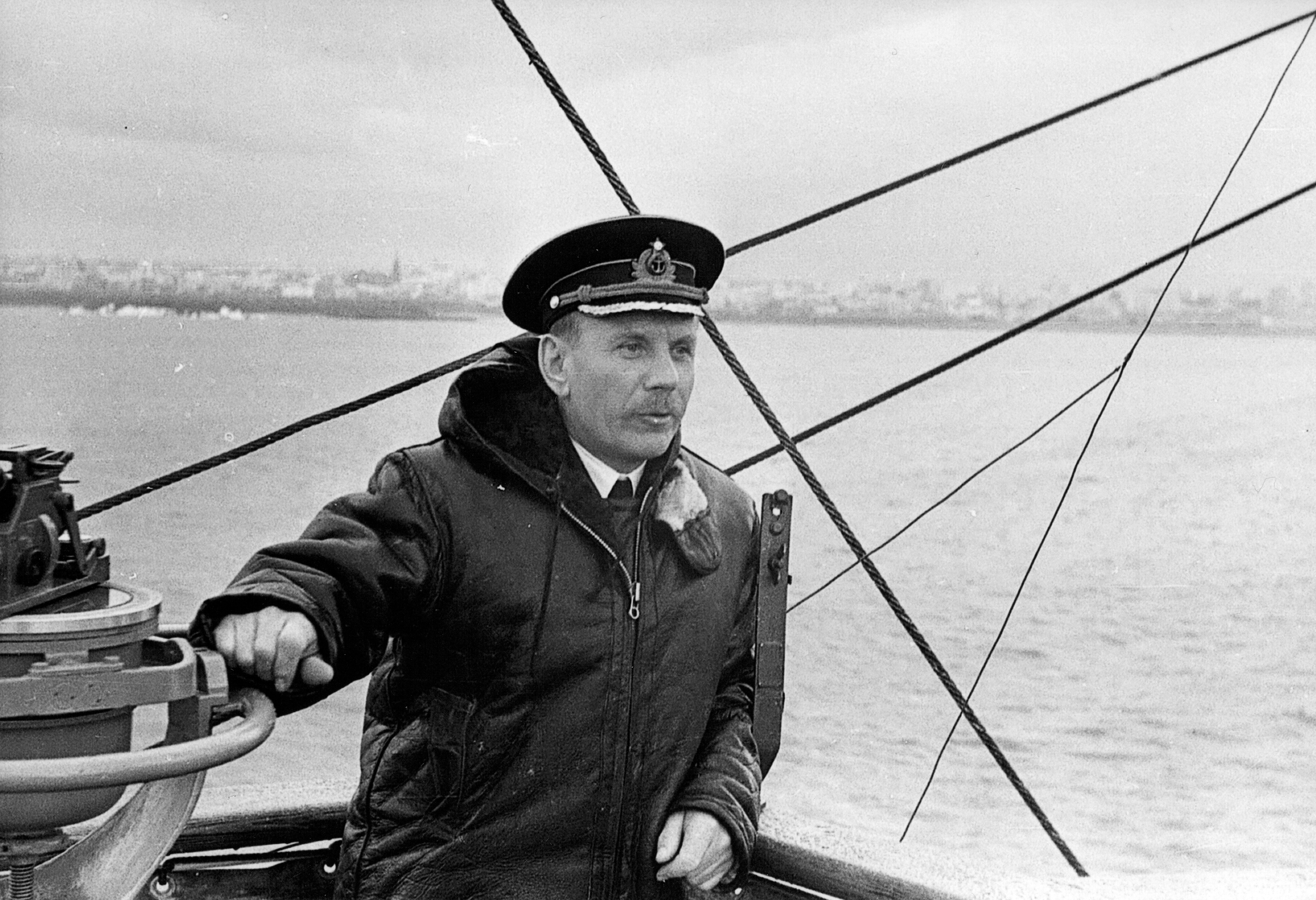
Власов П.В

В 1941 году Власов Павел Васильевич в составе курсантского батальона участвовал в обороне города Ленинград.
Будущие офицеры были доставлены на левый берег Невы в районе деревни Пороги.

После возвращения в училище их отправили на Ладогу для подготовки десанта на Шлиссельбург. Из-за мелководья катера не смогли подойти близко к берегу, поэтому высадка десанта в воду началась примерно за километр до него. Лишь небольшая группа дошла до берега и закрепилась там. Участники десанта очень надеялись на помощь, но, как стало известно позже, в штабе решили, что весь десант погиб и помощь им не была отправлена. Хотя ещё почти двое суток десантники сражались на берегу и лишь в ночь на третьи сутки, оставшиеся в живых стали отходить к своим.
Это была одна из самых трагических и героических страниц в истории Великой Отечественной войны. Из всего состава десанта в живых остался лишь каждый пятнадцатый.
В феврале 1942 года Власов Павел Васильевич воевал в войсках Волховского фронта и был награждён Медалью «За отвагу».

## Крузенштерн

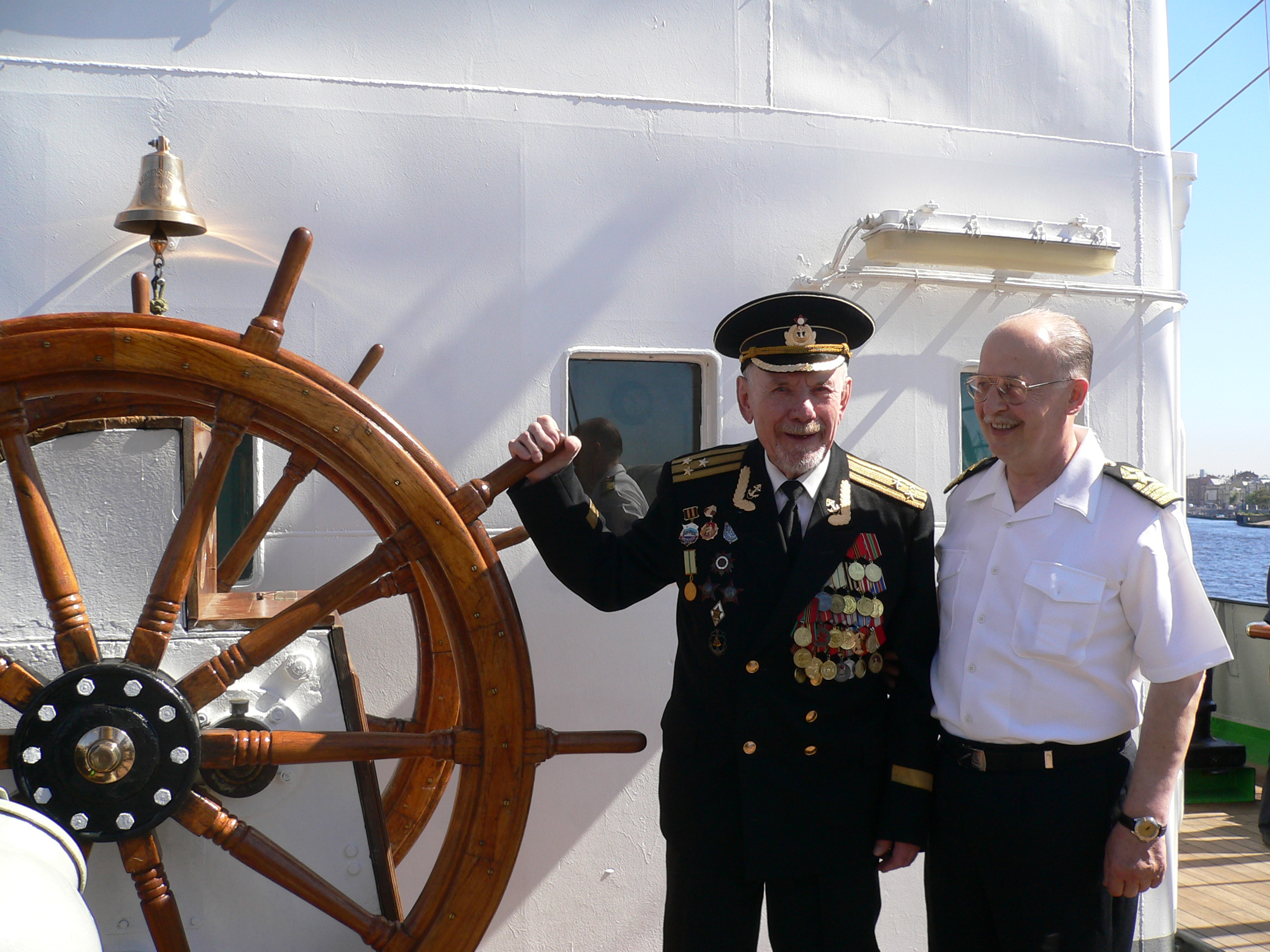
Власов — почётный гость на Крузенштерне (2004)

В 1957 году Павла Васильевича назначили командиром барка Крузенштерн.
За три года ремонта российский парусник был полностью переоборудован и готов к дальним плаваниям. До 1966 года его командиром бессменно оставался капитан I ранга П. В. Власов. В тот период корабль входил в состав гидрографической экспедиции и участвовал во многих исследованиях мирового океана. Результаты этих исследований были использованы в 60-е годы для издания первого отечественного Атласа мирового океана в 4 томах. 
Среди тех, кто участвовал в этих научных экспедициях, был и ставший впоследствии известным ученым-геофизиком поэт Александр Городницкий. После одного из походов он написал песню «Паруса Крузенштерна», посвятив её Власову.
Павел Васильевич написал книгу «Наставление по управлению учебно-парусным судном „Крузенштерн“». Это пособие очень активно используется многими мореплавателями.
В 1966 году «Крузенштерн» был выведен из состава Военно-Морского флота и передан Министерству рыбной промышленности СССР как учебное судно для подготовки кадров рыбного флота.
В этот же году Власов Павел Васильевич по выслуге лет был уволен в запас.

## Награды
За образцовое выполнение заданий командования в годы войны и безупречную службу капитан I ранга Власов Павел Васильевич награждён:
- двумя орденами Красной звезды
- медалью За боевые заслуги
- медалью За оборону Ленинграда
- медалью За победу над Японией
- медалью За победу над Германией.